# Selecció d'hoquei sobre patins femenina de Colòmbia
La selecció d'hoquei sobre patins femenina de Colòmbia representa la Federació Colombiana de Patinatge en competicions internacionals d'hoquei sobre patins. La Federació Colombiana es va fundar l'any 1954.